# Riparo Tagliente
Il Riparo Tagliente è un sito archeologico localizzato nel comune di Grezzana, in provincia di Verona, precisamente in località Stallavena. È uno dei più importanti siti paleolitici d'Italia.

## Storia
Il Riparo Tagliente viene scoperto nel 1958 dall'archeologo Francesco Tagliente. Le prime ricerche sono avvenute tra il 1962 e il 1964 a opera del Museo Civico di Storia Naturale di Verona e solo successivamente, nel 1967, riprese dall'Università di Ferrara. Le ricerche sono ancora in corso.

## Descrizione
L'importanza del sito deriva dall'evidenza di due diverse serie di frequentazione, desumibili dal ritrovamento di due depositi di materiali sovrapposti, riferibili ad epoche diverse. Un primo deposito con datazione compresa tra 60 000 e 30 000 anni, riferibile all'Homo neanderthalensis, ed un secondo deposito, con datazione compresa tra 17 000 e 11 500 anni, riferibile all'Homo sapiens.
Il sito, oltre ai depositi, ha dato alla luce resti di una superficie abitativa e di una sepoltura.
Scavi degli anni '60 hanno riportato alla luce una mandibola umana, che reca tracce di una patologia, oggi esposta al Museo di Storia Naturale di Verona, e oggetti di arte mobiliare, oggi esposti al Museo Archeologico Nazionale di Verona insieme alla sepoltura sopracitata.
Da datarsi tra il 13.500 e l'11.000 a.C. sono alcuni reperti di osso e di pietra con raffigurazioni di animali. Tra i più famosi un leone inciso su un blocco, che faceva parte di una sepoltura e un imponente stambecco, uno dei più caratteristici di tutto il Paleolitico superiore, inciso su di un ciottolo fluviale.